# Stefanie Collins
Stefanie « Stef » Collins, née le 30 décembre 1982 à Upper Heyford, en Angleterre, est une joueuse britannique de basket-ball. Elle évolue au poste de meneur.